# MPEG Surround
MPEG Surround (ISO / IEC 23003-1 ou MPEG-D Part 1), também conhecido como Codificação de Áudio Espacial (SAC) é um formato de compressão com perdas para som surround que fornece um método para estender serviços de áudio mono ou estéreo para áudio multicanal de forma compatível com versões anteriores. As taxas de bits totais usadas para o núcleo (mono ou estéreo) e os dados MPEG Surround são normalmente apenas um pouco maiores do que as taxas de bits usadas para codificação do núcleo (mono ou estéreo). O MPEG Surround adiciona um fluxo de informações secundárias ao fluxo de bits principal (mono ou estéreo), contendo dados de imagem espacial. Os sistemas de reprodução estéreo antigos ignorarão essas informações secundárias, enquanto os players que suportam decodificação MPEG Surround emitirão o áudio multicanal reconstruído.
O Moving Picture Experts Group (MPEG) lançou uma chamada para propostas sobre codificação de áudio espacial MPEG em março de 2004. O grupo decidiu que a tecnologia que seria o ponto de partida no processo de padronização seria uma combinação das propostas de dois proponentes - Fraunhofer IIS / Agere Systems e Coding Technologies / Philips. O padrão MPEG Surround foi desenvolvido pelo Moving Picture Experts Group (ISO/IEC JTC 1 /SC29/WG11) e publicado como ISO/IEC 23003 em 2007. Foi o primeiro padrão do grupo de padrões MPEG-D, formalmente conhecido como ISO/IEC 23003 - Tecnologias de áudio MPEG.
O MPEG Surround também foi definido como um dos tipos de objetos de áudio MPEG-4 em 2007. Existe também o tipo de objeto MPEG-4 No Delay MPEG Surround (LD MPEG Surround), que foi publicado em 2010. O Spatial Audio Object Coding (SAOC) foi publicado como MPEG-D Parte 2 - ISO/IEC 23003–2 em 2010 e estende o padrão MPEG Surround reutilizando seus recursos de renderização espacial, mantendo total compatibilidade com os receptores existentes. O sistema MPEG SAOC permite que os usuários do lado da decodificação controlem interativamente a renderização de cada objeto de áudio individual (por exemplo, instrumentos individuais, vocais, vozes humanas). Existe também o Unified Speech and Audio Coding (USAC) que será definido na MPEG-D Parte 3 - ISO/IEC 23003-3 e ISO/IEC 14496-3:2009/Amd 3. As ferramentas de codificação paramétrica MPEG-D MPEG Surround são integradas ao codec USAC.
O núcleo (mono ou estéreo) pode ser codificado com qualquer codec de áudio (com ou sem perdas). Taxas de bits particularmente baixas (64-96 kbit/s para canais 5.1) são possíveis ao usar HE-AAC v2 como codec principal.

## Percepção de sons no espaço
A codificação MPEG Surround usa nossa capacidade de perceber o som em 3D e captura essa percepção em um conjunto compacto de parâmetros. A percepção espacial é atribuída principalmente a três parâmetros, ou pistas, que descrevem como os humanos localizam o som no plano horizontal: diferença de nível interaural (ILD), diferença de tempo interaural (ITD) e coerência interaural (IC). Esses três conceitos são ilustrados na próxima imagem. Formas de onda diretas, ou de primeira chegada, da fonte atingem o ouvido esquerdo no momento, enquanto o som direto recebido pelo ouvido direito é difratado ao redor da cabeça, com atraso de tempo e atenuação de nível associados. Esses dois efeitos resultam em DTI e DPI associados à fonte principal. Por fim, em um ambiente reverberante, o som refletido da fonte, ou o som da fonte difusa, ou o som não correlacionado pode atingir ambos os ouvidos, todos eles relacionados com CI.

## Descrição
O MPEG Surround usa diferenças intercanais em nível, fase e coerência equivalentes aos parâmetros ILD, ITD e IC. A imagem espacial é capturada por um sinal de áudio multicanal em relação a um sinal de downmix transmitido. Esses parâmetros são codificados em uma forma muito compacta para decodificar os parâmetros e o sinal transmitido e sintetizar uma representação multicanal de alta qualidade.
O codificador MPEG Surround recebe um sinal de áudio multicanal x1 a xN onde o número de canais de entrada é N. O aspecto mais importante do processo de codificação é que um sinal de downmix, xt1 e xt2, que é tipicamente estéreo, é derivado do sinal de entrada multicanal, e é esse sinal de downmix que é comprimido para transmissão pelo canal em vez do sinal multicanal. O codificador pode explorar o processo de downmix para ser mais vantajoso. Ele não apenas cria um equivalente fiel do sinal multicanal no downmix mono ou estéreo, mas também cria a melhor decodificação multicanal possível com base no downmix e nas indicações espaciais codificadas. Alternativamente, o downmix pode ser fornecido externamente (Downmix artístico antes do bloco do diagrama). O processo de codificação MPEG Surround pode ser ignorado pelo algoritmo de compressão usado para os canais transmitidos (codificador de áudio e decodificador de áudio antes do bloco do diagrama). Pode ser qualquer tipo de algoritmo de compressão de alto desempenho, como MPEG-1 Layer III, MPEG-4 AAC ou MPEG-4 High Efficiency AAC, ou pode até ser PCM.
Os sinais espaciais são gerados e recuperados em dois tipos de módulos de filtro. O OTT reverso (um para dois) gera um fluxo downmixado, uma diferença de nível, um valor de coerência e um sinal residual opcional de um par de sinais. O elemento TTT reverso (dois para três) gera dois fluxos downmixados, duas diferenças de nível, um valor de coerência e um sinal residual opcional. Tanto na direção direta (decodificação) quanto na reversa (codificação), organizar esses filtros em uma configuração de árvore permite downmixing e recuperação arbitrários.

## Compatibilidade com legado
A técnica MPEG Surround permite compatibilidade com decodificadores MPEG estéreo existentes e futuros, fazendo com que o downmix transmitido (por exemplo, estéreo) pareça aos decodificadores MPEG estéreo uma versão estéreo comum do sinal multicanal. A compatibilidade com decodificadores estéreo é desejável, pois a apresentação estéreo permanecerá difundida devido ao número de aplicações em que a audição é feita principalmente por meio de fones de ouvido, como tocadores de música portáteis.
O MPEG Surround também suporta um modo no qual o downmix é compatível com decodificadores surround de matriz populares, como o Dolby Pro-Logic.

## Aplicações

### Transmissão de áudio digital
Devido à largura de banda relativamente pequena do canal, ao custo relativamente alto do equipamento de transmissão e das licenças de transmissão e ao desejo de maximizar as opções do usuário fornecendo muitos programas, a maioria dos sistemas de transmissão digital existentes ou planejados não pode fornecer som multicanal aos usuários.
O DRM+ foi projetado para ser totalmente capaz de transmitir MPEG Surround e tal transmissão também foi demonstrada com sucesso.
A compatibilidade com versões anteriores e a sobrecarga relativamente baixa do MPEG Surround oferecem uma maneira de adicionar som multicanal ao DAB sem reduzir severamente a qualidade do áudio ou impactar outros serviços.

### Transmissão de TV Digital
Atualmente, a maioria das transmissões de TV digital usa codificação de áudio estéreo. O MPEG Surround pode ser usado para estender esses serviços estabelecidos ao som surround, como no DAB.

### Serviço de download de música
Atualmente, vários serviços comerciais de download de música estão disponíveis e fazendo sucesso comercial considerável. Esses serviços podem ser estendidos perfeitamente para fornecer apresentações multicanal, permanecendo compatíveis com reprodutores estéreo: em computadores com sistemas de reprodução de 5.1 canais, os arquivos de som compactados são apresentados em som surround, enquanto em reprodutores portáteis os mesmos arquivos são reproduzidos em estéreo.

### Serviço de streaming de música/rádio na internet
Muitas rádios da Internet operam com largura de banda de transmissão severamente limitada, de modo que só podem oferecer conteúdo mono ou estéreo. A tecnologia MPEG Surround Coding poderia estender isso para um serviço multicanal, permanecendo ainda dentro da faixa operacional permitida de taxas de bits. Como a eficiência é de suma importância nesta aplicação, a compressão do sinal de áudio transmitido é vital. Usando a recente tecnologia de compressão MPEG (codificação de perfil de alta eficiência MPEG-4), sistemas MPEG Surround completos foram demonstrados com taxas de bits tão baixas quanto 48 kbit/s.